# 백산 안희제 (드라마)
《백산 안희제》는 1982년 6월 21일부터 1982년 9월 14일까지 방영된 문화방송 월화드라마로, 조선시대부터 현대에 이르기까지의 거부들의 일대기를 엮어 한국 근대자본이 어떻게 형성되었나를 살펴보는 거부실록 시리즈 중 세 번째 작품이다.
이 드라마는 교육 사업에 힘쓰며 최초로 주식회사를 설립했고 독립을 위해 고난의 길을 택했던 백산 안희제 선생의 일대기를 그렸다.

## 등장 인물
- 오지명 : 안희제 역
- 이영후 : 김구 역
- 전운
- 홍성민
- 현석
- 나문희
- 고두심
- 이운우
- 김주영
- 심양홍
- 강인덕
- 최남현
- 최명수
- 최선균
- 김호영
- 박영태
- 최병학
- 유판웅
- 김두삼
- 조남석
- 김동주
- 최명희
- 이상숙
- 신신애
- 김혜정
- 김길호
- 이도련
- 차윤회
- 국정환
- 김용건
- 남영진
- 정한헌
- 박상조
- 길용우
- 문회원
- 김영두
- 김광배
- 홍중기
- 심우창
- 한은진
- 박종관
- 김주영
- 김성찬
- 최은숙
- 나영희
- 김웅철
- 정승현
- 남영진
- 홍은성
- 서은경
- 임인숙

| 문화방송 월화드라마                                 | 문화방송 월화드라마                             | 문화방송 월화드라마                         |
| 이전 작품                                           | 작품명                                          | 다음 작품                                   |
| --------------------------------------------------- | ----------------------------------------------- | ------------------------------------------- |
| 공주갑부 김갑순 (1982년 3월 22일 ~ 1982년 6월 15일) | 백산 안희제 (1982년 6월 21일 ~ 1982년 9월 14일) | 이용익 (1982년 9월 20일 ~ 1983년 12월 14일) |